# 마리아 지몬
마리아 지몬(Maria Simon, 1976년 2월 6일 ~ )은 독일의 배우이다.

## 출연 작품
- 러버보이 (2017)
- 블레시드 이벤트 (2010)
- 카운테스 (2008)
- 단지 유령일 뿐 (2006)
- 희미한 불빛 (2003)
- 루터 (2003)
- 굿바이 레닌 (2003)
- 앵그리 키시즈 (2000)